# 上沙里特
上沙里特（法語：Charritte-de-Haut，法語發音：[ʃaʁit də o]）是法国大西洋比利牛斯省的一个旧市镇，属于奥洛龙-圣玛丽区。1831年，上沙里特与市镇拉卡里和阿朗合并为拉卡里-阿朗-上沙里特。

## 地理
上沙里特（43°5'25"N, 0°54'58"W）位于法国新阿基坦大区大西洋比利牛斯省，该省份为法国东南部省份，涵盖了贝阿恩与北巴斯克，西临大西洋比斯開灣，北至朗德省，东北接热尔省，东临上比利牛斯省，南与西班牙接壤。
上沙里特的时区为UTC+01:00、UTC+02:00（夏令时）。

## 行政
上沙里特的邮政编码为64470。

## 人口
上沙里特于1821年时的人口数量为152人。